# 2058 Рока
2058 Рока (енгл. 2058 Roka) је астероид главног астероидног појаса са пречником од приближно 21,36 .
Афел астероида је на удаљености од 3,596 астрономских јединица (АЈ) од Сунца, а перихел на 2,643 АЈ.
Ексцентрицитет орбите износи 0,152, инклинација (нагиб) орбите у односу на раван еклиптике 2,540 степени, а орбитални период износи 2013,148 дана (5,511 година).
Апсолутна магнитуда астероида је 11,00 а геометријски албедо 0,154.
Астероид је откривен . 1934. године.